# Saint-Florentin (Indre)
Saint-Florentin è un comune francese di 499 abitanti situato nel dipartimento dell'Indre nella regione del Centro-Valle della Loira.

## Società

### Evoluzione demografica
Abitanti censiti